# Furstbiskopsdömet Osnabrück
Furstbiskopsdömet Osnabrück var ett riksomedelbart furstbiskopsstift i westfaliska kretsen. Det ursprungliga stiftet grundlades av Karl den store, sannolikt kring 810.
I westfaliska freden 1648 bestämdes, att det skulle omväxlande ha en katolsk och en evangelisk biskop, den senare av huset Braunschweig-Lüneburg. Den siste biskopen var hertig Fredrik av York. 1803 sekulariserades stiftet och förenades med Kurfurstendömet Braunschweig-Lüneburg. Stiftsärendena sköttes därefter av biskopen i Hildesheim, tills Osnabrück 1857 åter fick egen biskop, utan världslig besittning.